# Klender
Klender is een plaats (wijk - kelurahan) in het bestuurlijke gebied Duren Sawit, Jakarta Timur (Oost-Jakarta) in de provincie Jakarta, Indonesië. De plaats telt 79.223 inwoners (volkstelling 2010).